# Les Kol·lontai
Les Kol·lontai és un grup de música format per les cantautores Meritxell Gené, Sílvia Comes, Ivette Nadal i Montse Castellà. El nom del grup es deu a la feminista i política comunista soviètica Aleksandra Kol·lontai.

## Trajectòria
El projecte musical de Les Kol·lontai s'originà amb motiu del festival BarnaSants del 2017, any en què el festival commemorà el centenari de la Revolució Russa i del naixement de la cantautora xilena Violeta Parra. Van inaugurar l'edició i van guanyar el premi al millor projecte.
Les Kol·lontai van actuar durant l'any 2017 i 2018 a d'altres localitats de Catalunya i del País Valencià: el 80è aniversari de les Lletres Catalanes al Palau Robert de Barcelona, el Cafè del Teatre de l'Escorxador, la Presó Model, Sant Quirze del Vallès, Amposta, Camallera cançó d'Autor, l'Ateneu Harmonia de Sant Andreu, Música i Lletra de Xàtiva, Festival Feslloch de Belloch, el Casinet d'Hostafrancs a Barcelona, l'Ateneu Torrellenc de Premià de Dalt, el Casino de Calaf, l'Orfeó Lleidetà, La Nova Jazz Cava de Terrassa, la Unió Casal Gelidenc de Gelida, el Born de cançons de Barcelona, el Casino de Vic, la Sala la Violeta d'Altafulla, el Teatre Joventut de l'Hospitalet... També van participar, amb altres artistes, a les jornades culturals contra la repressió i per la llibertat d'expressió organitzades a Brussel·les el 2018.
Aquell mateix any van cloure la 23ª edició del Barnasants. Després de treballar a l'estudi Gravacions Marines, publiquen el disc amb les 20 cançons presentades en directe. És el primer de la col·lecció Barnasants, amb un acord amb la discogràfica catalana Picap.

## Discografia
- Cançons violeta (Barnasants, 2018)
- Adelerades (2025)[5]

### Col·laboració
- «Agafant l'horitzó» (senzill de Txarango i més; Discmedi, 2017)